# Ордоньес, Бартоломе
Бартоломе Ордоньес (исп. Bartolomé Ordóñez; 1480 или 1490[…], Бургос, Кастилия и Леон — 10 декабря 1520, Каррара, Тоскана) — испанский скульптор эпохи Возрождения.

## Биография
Биография Ордоньеса известна недостаточно. Из сорока лет жизни художника по документам хорошо прослеживаются только последние пять.  Из сохранившегося текста его завещания следует, что он был идальго (нетитулованный дворянин), родившийся в Бургосе, и что у него была сестра по имени Марина, жившая в этом городе. Из этого следует, что Ордоньес вырос в одном из ключевых центров испанского Ренессанса, где работали многие выдающиеся мастера.
В 1515 году 35-летний Ордоньес открыл собственную мастерскую в Барселоне, наняв трёх итальянцев в качестве ассистентов. Неизвестно, чем он занимался в течение следующих двух лет. Однако, 7 мая 1517 года капитул Барселонского кафедрального собора поручил ему создать и украсить скульптурами хоры и ретрохор собора. Украшение хоров должно было быть окончено к собранию кавалеров ордена Золотого руна, которое должно было состояться в соборе в марте 1519 года, и на котором должен был председательствовать Карл I Испанский (он же Карл V, император Священной Римской империи). Эта, первая документально подтвержденная, работа Ордоньеса осуществлялась при участии трёх итальянских ассистентов, испанского скульптора Хуана Моне, и, из-за масштаба и срочности работы, опытных резчиков по дереву, но единство стиля и единообразное оформление хоров показывают, что Ордоньес неплохо справился с общим координированием работ. В результате хоры были украшены скульптурами, изображающими сцены из Ветхого и Нового Завета, а также четырех евангелистов и семь добродетелей. Все эти сцены отличаются высоким качеством исполнения, а также некоторой иконографической оригинальностью.
В перерыве между работами в Барселонском соборе Ордоньес совершил визит в Неаполь, где вместе с испанским резчиком по дереву Диего Силоэ (который, возможно, содействовал ему и при работе в Барселонском соборе) работал в капелле Караччоло-Ди-Вико в церкви Сан-Джованни-а-Карбонара (англ.). Несмотря на некоторые противоречия в атрибуции этой работы, письмо 1524 года, написанное неким Пьетро Суммонте, подтверждает, что оба испанца работали над часовней, и, хотя письмо относится только к алтарю, остальная отделка капеллы, ввиду сходства с ретрохором Барселонского собора, также может быть приписана Ордоньесу. Алтарь капеллы включает в себя превосходный рельеф, представляющий Поклонение волхвов, композиция которого очень сбалансирована и имеет почти живописную технику. Возможно, это не единственная работа Ордоньеса в Неаполе: считается, что он спроектировал и выполнил надгробия Галеаццо Пандоне в церкви Сан-Доменико-Маджоре и Андреа Бонифацио Чикаро в церкви Санти-Северино-и-Соссио (англ.).
Вернувшись в Барселону в начале 1519 года, Ордоньес женился на Каталине Калаф. Но пребывание в Барселоне не было продолжительным: осенью того же года он уехал в Каррару. В этот недолгий период пребывания в Барселоне Ордоньес продолжил работу над ретрохором собора, украсив его двумя сценами жития святой Евлалии. Работа, так и не завершённая Ордоньесом, была окончена только в 1562 году скульптором Педро Вильяром (а некоторые скульптурные сцены на ретрохоре, как считается, были созданы ещё позже).
Другие работы, приписываемые Ордоньесу в Испании — это незаконченный алебастровый рельеф с религиозным сюжетом в Епархиальном музее Барселоны и сцена Воскресения на ретрохоре Кафедрального собора Валенсии. 1 мая 1519 года Ордоньес заключил контракт на выполнение работ, ранее заказанных Доменико Фанчелли: надгробия Филиппа I Красивого и Хуаны Безумной в Королевской капелле в Гранаде и кардинала Сиснероса в городе Алькала-де-Энарес. Из завещания Ордоньеса ясно, что он получил также также заказ на гробницы некоторых членов семьи Фонсека. После этого Ордоньес отправился в Каррару с намерением вернуться в Барселону, но после  последовавшей вскоре смерти жены открыл новую мастерскую в Карраре; там он лихорадочно работал, но сам умер в следующем году.
Ордоньес оставил гробницу Хуаны и Филиппа для Королевской часовни Гранады почти законченной. Его работа была намного выше работы Фанчелли, и считается одной из выдающихся скульптур испанского Ренессанса.
Гробница кардинала Сиснероса, оставшаяся незавершенной, напоминает по своему художественному решению уменьшенную и упрощённую копию королевской гробницы. По поводу надгробий членов семьи Фонсека в Коке, провинция Сеговия, долгое время существовали споры среди учёных, какие из них выполнил Ордоньес. Они также представляют несомненный, но все таки меньший художественный интерес.
Также Ордоньесу приписывается скульптура Богоматери с младенцем Христом и святым Иоанном Крестителем, созданная для монастыря Святого Иеронима в Саморе, а теперь украшающая собой Саморский собор.

## Галерея

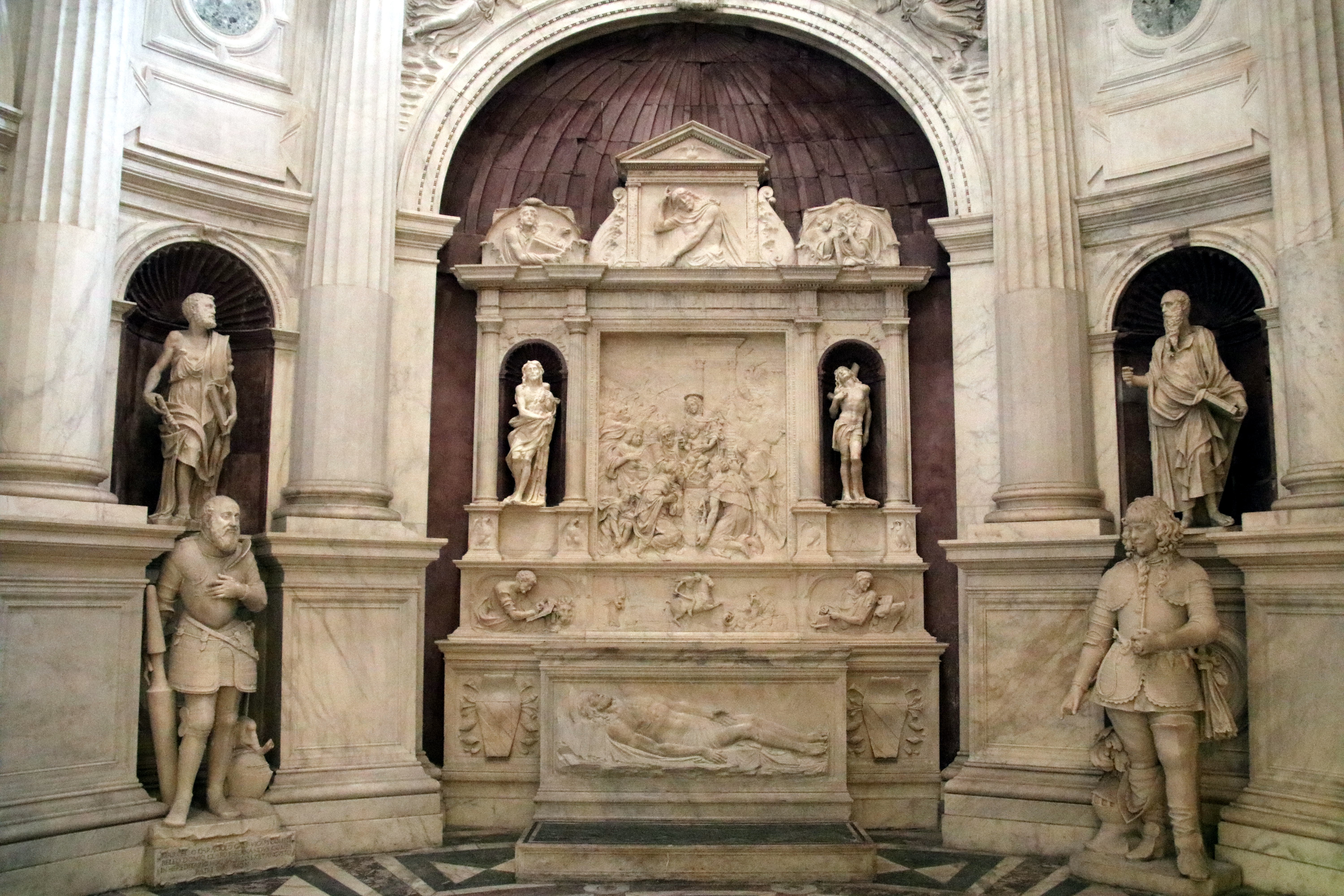
Алтарь в  Караччоло-Ди-Вико в церкви Сан-Джованни-а-Карбонара (англ.), Неаполь.
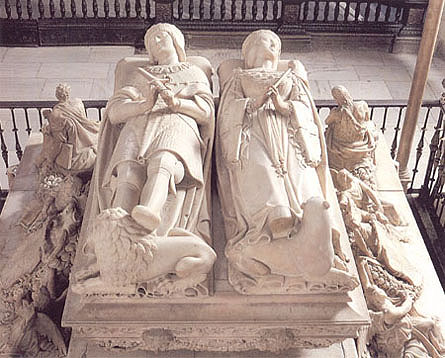
Надгробие Филиппа I Красивого и Хуаны Безумной. Королевская капелла (Гранада).
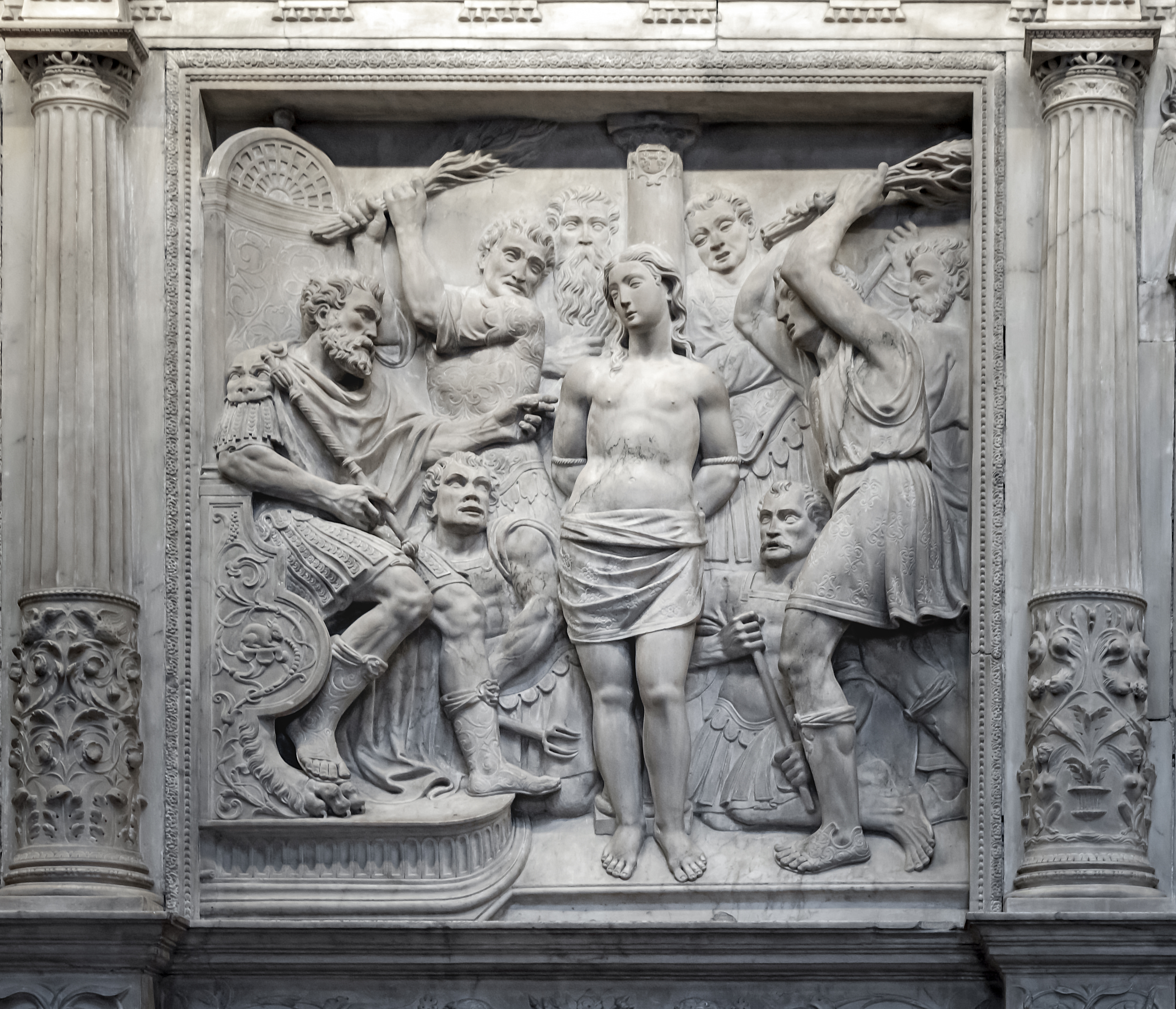
Мученичество Святой Евлалии. Рельеф ретрохора Барселонского кафедрального собора.
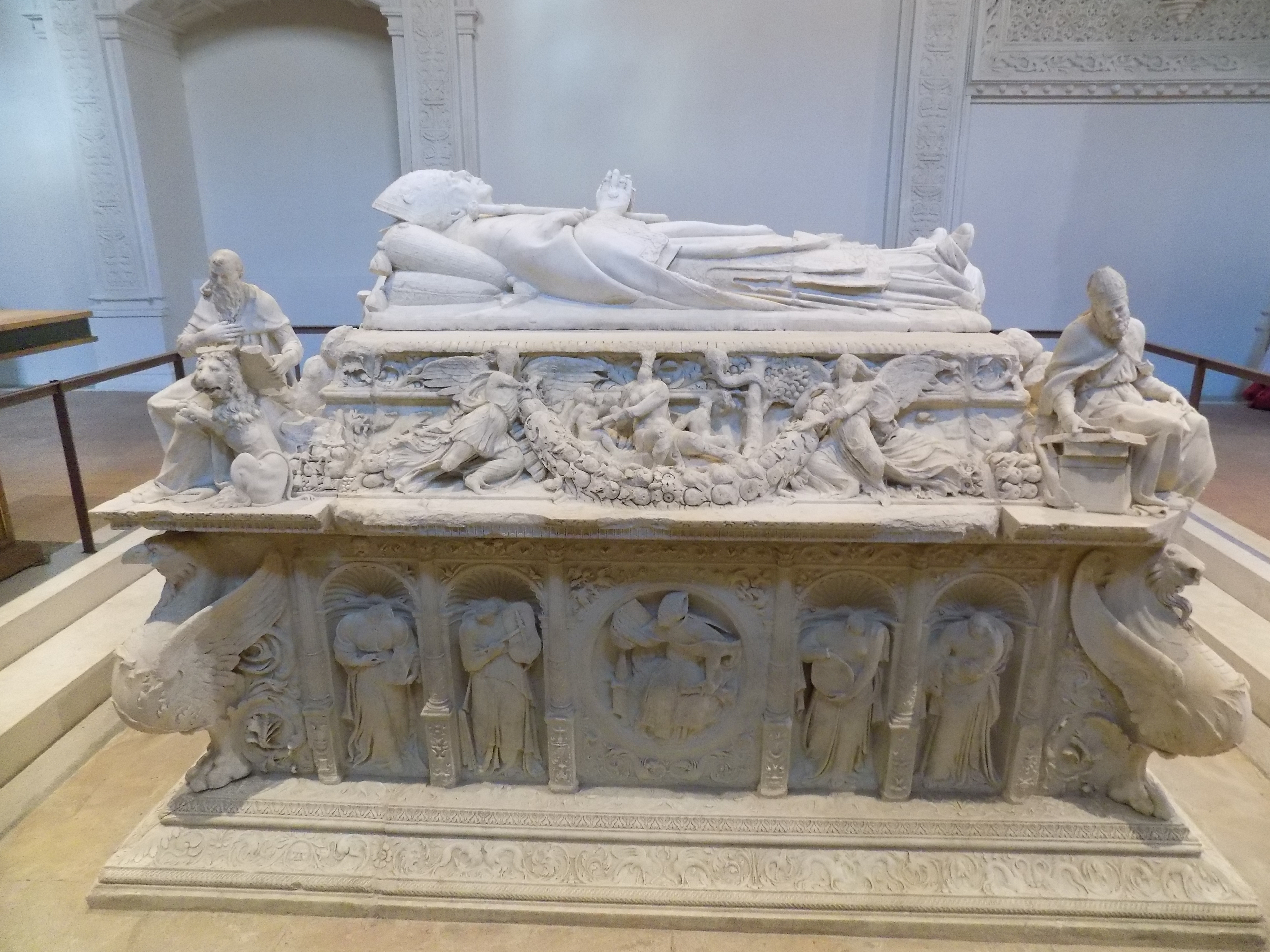
Надгробие кардинала Сиснероса в городе Алькала-де-Энарес.